# Marafloden

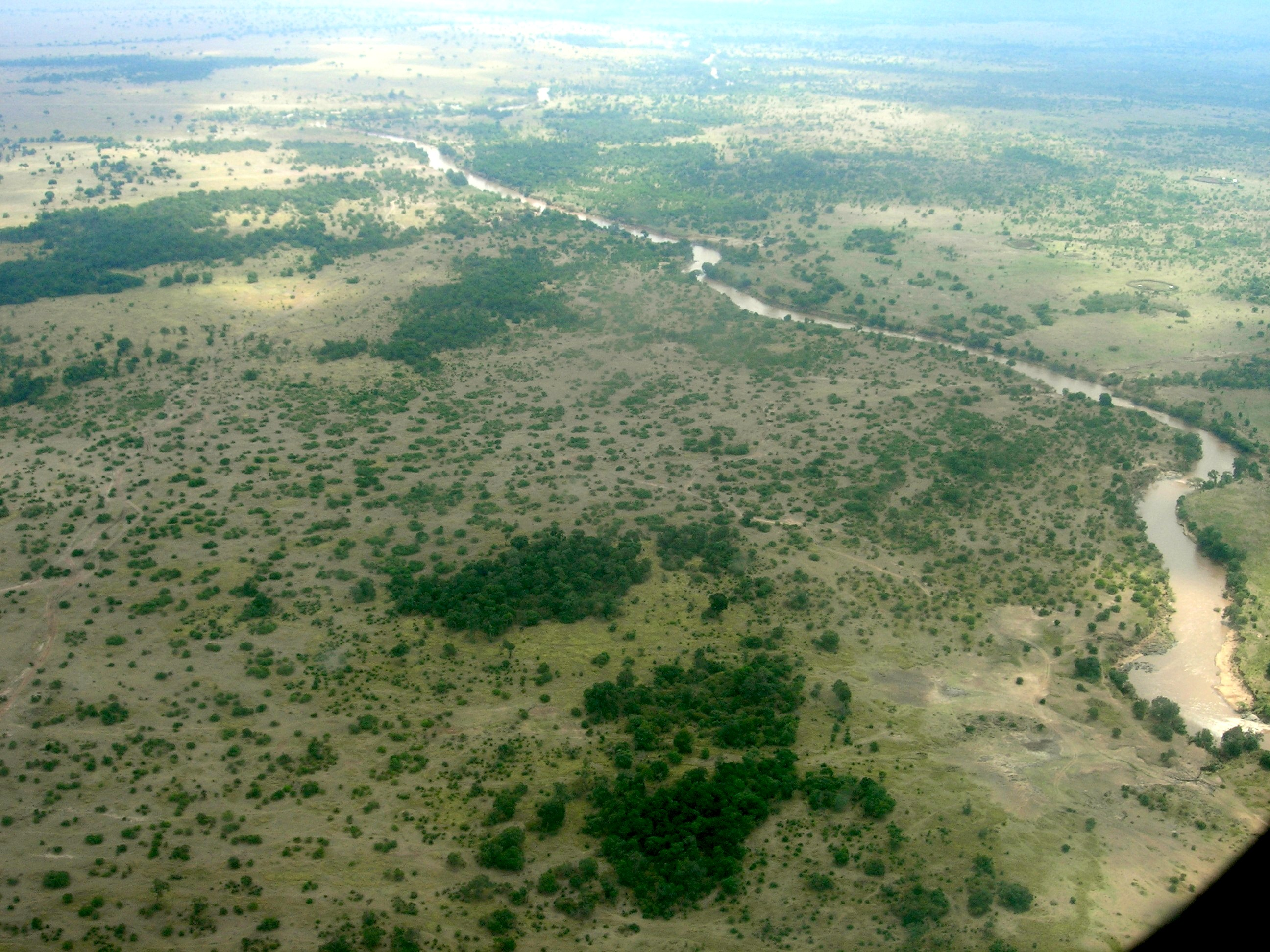
Marafloden i Masai Mara.

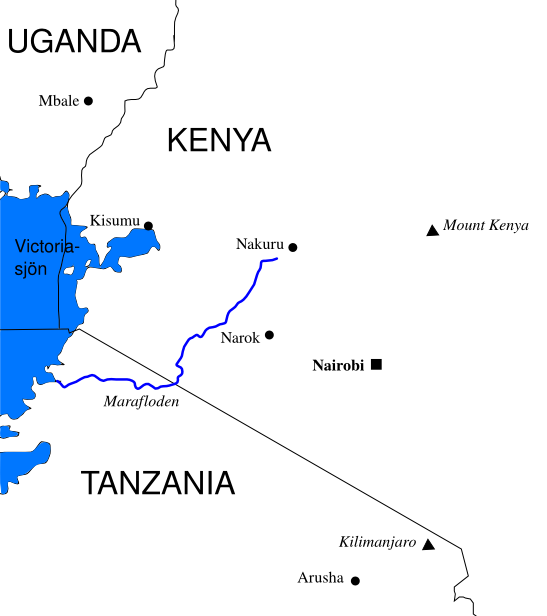
Karta över Maraflodens sträckning.

Marafloden är en flod som rinner genom Kenya och Tanzania i Östafrika. Floden är en av flera som hämtar sitt vatten ur Mauskogen i Rift Valley i Kenya. Den mynnar 395 km senare ut i Maras våtmarker och Victoriasjön i Tanzania.
Marafloden flyter genom nationalparkerna Masai Mara (Kenya), som den lånat sitt namn åt, och Serengeti (Tanzania). Floden är inte minst känd för sin roll i gnuernas årliga migration mellan Serengeti och Masai Mara, då miljontals djur måste korsa floden ungefär vid gränsen mellan Kenya och Tanzania. Krokodiler och flodhästar finns i stora delar av floden.